# Кріста Сігфрідс
Крі́ста Сі́гфрідс (фін. Krista Siegfrids) — фінська співачка, яка представляла Фінляндію на Євробаченні 2013 в Мальме з піснею «Marry Me» (24-те місце у фіналі).  Кріста народилась у шведськомовній общині.